# 7 días, 7 noches
7 días, 7 noches va ser un programa de televisió, emès per Antena 3 en dues etapes ben diferenciades entre si.

## Història
Produït per El Mundo TV, el programa sorgeix en setembre de 2003 com a Late Night d'actualitat, en el qual es combinaven entrevistes, debats, humor i crònica social. Una de les grans novetats que va introduir el programa, respecte a uns altres d'anàloga naturalesa va ser la inclusió de reportatges de recerca. L'espai s'emetia a les 23.30 en la nit dels dijous, en directa competència amb Crónicas marcianas de Telecinco.
A l'abril de 2004, set mesos després de la seva estrena, Piqueras abandona el programa coincidint amb la seva designació com a director de Radio Nacional de España i és substituït pel també periodista Juan Ramón Lucas. Lucas va estar al capdavant del programa fins al 22 de juliol.
Després de la parada de l'estiu, l'espai va tornar el 29 de setembre de 2004 amb una nova presentadora: Teresa Viejo. En aquesta nova temporada, la producció és assumida íntegrament per la mateixa cadena emissora. Teo Lozano reemplaça a Manuel Aguilera com a director. En aquesta etapa, el programa es va mantenir fins al 12 de febrer de 2007. En aquesta etapa es van abandonar els temes més frívols, com l'actualitat social o l'humor, i es va centrar en els reportatges de recerca, prevalent afers polítics o de successos. Després de tres anys en antena, l'espai va ser retirat pels seus pobres resultats d'audiència.
Antena 3 va recuperar el format quatre anys més tard, des del 2 de febrer de 2011, en la qual seria la segona etapa del programa, en aquesta ocasió, conduït per Gloria Serra i produït per Pulso TV. Aquesta nova etapa tan sols va durar tres mesos, cancel·lant-se definitivament el programa per la seva baixa audiència.

## Audiències
En la seva primera temporada en pantalla, la corresponent a 2003-2004 va aconseguir una quota mitjana de pantalla del 18,2%, amb 1121000 espectadors. La mitjana de l'última temporada de la primera etapa, corresponent a 2006-2007 va ser del 15,2%, descendint, en les últimes emissions, al 10%, la qual cosa va precipitar la seva cancel·lació. La mitjana dels tres mesos que va durar l'última etapa (2011) va ser de 8,5% de quota de pantalla.